# Наречений напрокат (фільм, 2011)
«Наречений напрокат» (англ. Something Borrowed) — американська мелодрама режисера Люка Грінфілда, знята у 2011 році за однойменним романом Емілі Гіффін. Головні ролі зіграли Джінніфер Ґудвін, Кейт Гадсон, Колін Іґґлсфілд та Джон Кразінські.

## Сюжет
Легковажна наречена, яка багато сил витратила на те, щоб привести свого бойфренда до думки про шлюб, навіть не підозрює, що її найкраща подруга, успішна адвокатка, яка присвятила найкращі роки свого життя кар'єрі, може опинитися в ліжку з її нареченим, миттєво завоювавши його душу, серце і тіло. Тобто хлопець утрапив до халепи. Наближається день весілля. Хто ж піде під вінець?

## У ролях
- Джінніфер Ґудвін — Рейчел Вайт
- Кейт Гадсон — Дарсі Рон
- Колін Іґґлсфілд — Декс Тейлер III
- Джон Кразінські — Ітон
- Стів Гові — Маркус
- Ешлі Вільямс — Клер
- Джефф Пірсон — Декстер Тейлер-Старший
- Джилл Айкенберрі — Бріджит Тейлер
- Джонатан Епштейн — Професор Зігман
- Лея Томпсон — Весільна консультантка
- Сара Болдуін — Джун
- Марк Ла Мура — Батько Маркуса
- Ліндсі Райан — Продавчиня
- Кірстен Дей — Красуня-брюнетка
- Крістофер Пюлер — Чоловік
- Пейтон Лист — юна Дарсі

## Реліз
Прем'єра фільму в США відбулася 6 травня 2011 року у 2094 кінотеатрах.

### Касові збори
У прем'єрні вихідні стрічка зібрала $13 945 368, зайнявши 4-е місце в північно-американському прокаті. Збори в Росії склали $2 384 671. Загальні збори у США — $39 046 489, за кордоном — $21 137 332. Всього картина зібрала $60 183 821 при бюджеті $35 млн.

### Критика
В основному, картина отримала вкрай негативні відгуки. На сайті Rotten Tomatoes 15 % критиків ґрунтуючись на 106 оглядах дали фільму позитивну оцінку. Середній бал склав 3,9 з 10 можливих. «Попри відмінне виконання Кейт Гадсон та Джона Кразінські, фільм не вдався і повністю виправдовує свою назву». Оглядачі розділу «Top Critics», що складається з професіоналів та журналів, вебсайтів і теле- і радіо-програм, тільки 3 % (31 огляд) дали картині позитивну оцінку. Metacritic присвоїв фільму 36 % на основі 30 оглядів.

### Нагороди
У фільму є три номінації на премію «Teen Choice Awards» за 2011 рік:
- Найкращий актор в романтичній комедії (Джон Кразінські)
- Найкраща акторка в романтичній комедії (Джінніфер Ґудвін)
- Найкраща романтична комедія